# Берг Діана Олегівна
Діа́на Оле́гівна Берг (нар. 7 грудня 1979, м. Донецьк, УРСР) — українська громадська діячка, активістка за права жінок та ЛГБТ-людей, дизайнерка. Засновниця маріупольської платформи «ТЮ», організаторка руху «Донецьк — це Україна».

## Біографія
Діана Берг народилася та жила в Донецьку. У 2001 році Діана отримала диплом бакалавра у Донецькому національному технічному університеті за спеціальністю «зовнішньоекономічна діяльність». Працювала дизайнеркою — була звичайною, каже, креативною молоддю, якій, щоправда, все решта «було пофіг». Вона не цікавилася політикою, не була залучена в якісь громадські рухи чи організації. До війни викладала графічний дизайн, творила логотипи.
Батько Олег Генріхович — аранжувальник, мати Тамара Тимофіївна — інженерка. Має молодшого брата Дениса. 15 серпня 2021 року в Маріуполі одружилася з Олександром Сосновським.

## Діяльність в Донецьку
Бурхлива діяльність Діани Берг як громадської активістки розпочалася 1 березня 2014 р. Тоді, на площі Леніна в Донецьку зібрався мітинг проросійських сил. Учасники мітингу викрикували гасла «Росія» і «Слава «Беркуту» та штурмували Донецьку облдержадміністрацію. Спустили з флагштока прапор України та підняли прапор Росії. Мітингувальники «обрали» місцевого бізнесмена Павла Губарєва новим головою області — той проголосив себе лідером «Народного ополчення Донбасу».
|  | «Це мене дуже сильно торкнуло. Можна сказати, тоді народилася активістка Діана Берг. І саме тоді я зрозуміла, що мої цінності важливі і їх треба відстоювати гучно. Ми з друзями ініціювали протести в Донецьку, і це було так незвично для мене. Я швидко підсіла на голку активізму. 5 березня 2014 р. ми з моєю тодішньою дівчиною Катериною Костровою організували перший мітинг — прийшло 3-4 тисячі людей. 13 березня 2014 р. прийшло вже вдвічі більше». |

Діана Берг та Катерина Кострова стали драйверками перших великих донецьких мітингів та збирали навколо себе людей, які знали про протести більше. Хтось підказував, де взяти сцену та апаратуру, хтось домовлявся про охорону, хтось шукав мегафон. Після останнього маршу у квітні Діані почали погрожувати розправою і вбивством.

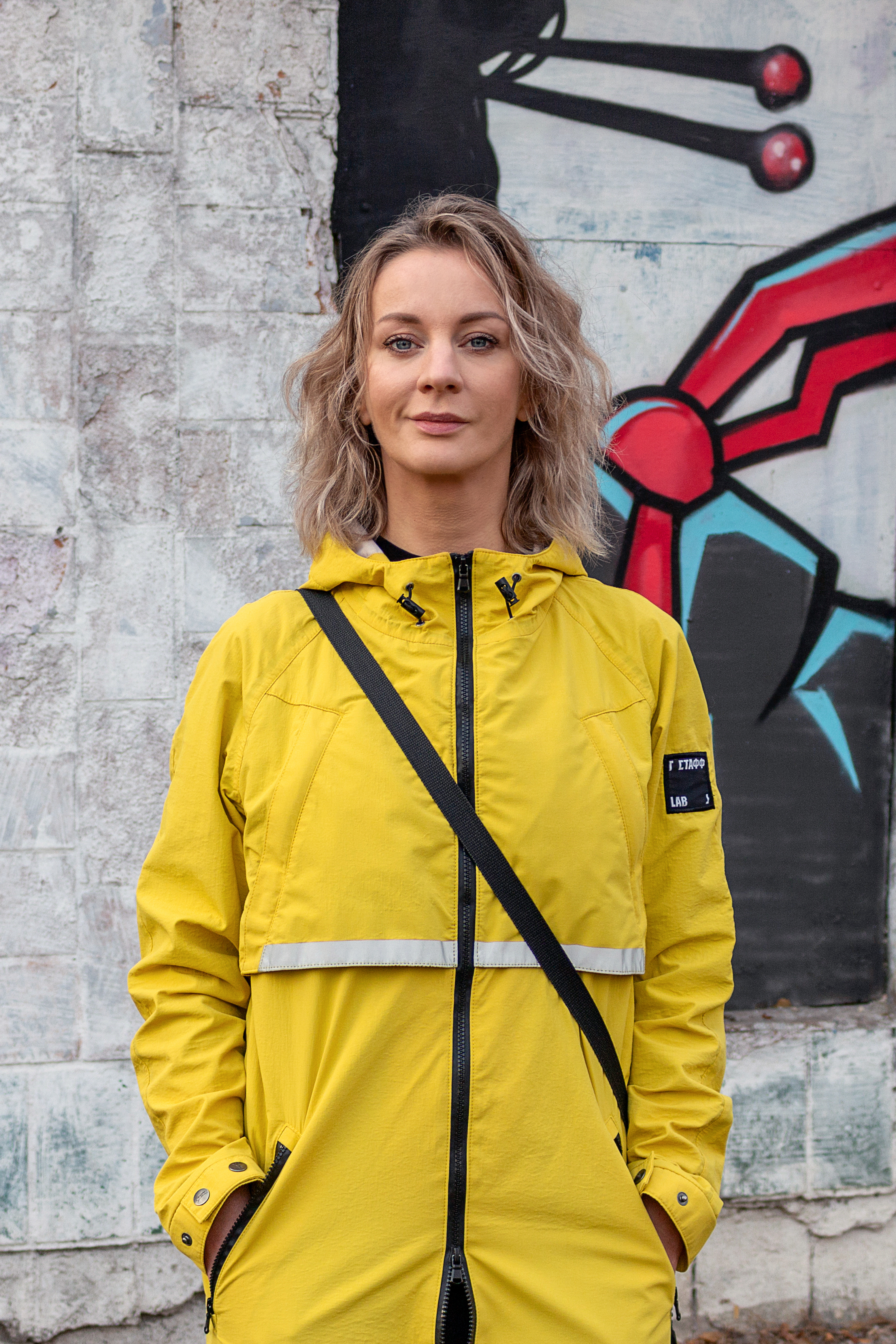
Діана Берг в Маріуполі

|  | «Мені довелося просто бігти, зовсім випадково залишилася живою. Треба було тимчасово виїхати, як мені здавалося, щоб трохи вляглося. Але воно не вляглося, і три дні, на які я поїхала, тривають досі. До Маріуполя приїхала у вересні, після того, як звільнили від «ДНР». Хоча було дуже напружено, захоплювали потихеньку Приазов'я і на Маріуполь теж були наступи. Мені хотілося завершити гештальт, що був у Донецьку. Донецьк ми не змогли відстояти і, можливо, я поїхала сюди, до незнайомого для мене міста, щоб відстояти його. Обговорювали штаб оборони Маріуполя, займалися волонтерськими комунікаційними речами щодо інформування тощо. І закрутилося». |

## Діяльність в Маріуполі
Діана розповідає, що в Маріуполі було багато активних волонтерських груп та організацій. А ось з погляду культурного розвитку тут була лакуна, і її друзі з театру Леся Курбаса у Львові просто хотіли сюди приїхати та підтримати Маріуполь як форпост, як кордон із «Мордором». Просто, без гонорарів, дати виставу. Діана знайшла будинок культури, який міг би їх захистити та допомогти. Потім приїжджали Сергій Жадан, Мар'яна Садовська, артисти, музиканти захотіли приїхати сюди і підтримати Маріуполь. Діана відзначає, що для маріупольців було важливо, коли приїжджали артисти, музиканти, котрі українською мовою давали вистави чи концерти. На той момент Маріуполю була потрібна ця підтримка — бути частиною України. Тоді там був лише театр російської драми.
У 2016 р. разом з групою однодумців, Діана створює платформу «ТЮ» для якої домінуючими цінностями є сучасне мистецтво, низова культура, інноваційні ідеї, права та свободи людини. Діана розповідає, що вони постійно готують для маріупольців та гостей міста найрізноманітніші події: від арт-резиденцій — до художніх вуличних акцій. Адже на них порушуються гострі соціальні теми: ґендерне насильство, свобода слова, дискримінація, декомунізація, права меншин, формування критичного мислення, екоактивізм тощо.
Діана зазначає, що платформа «ТЮ» — це не переселенська історія з Донецька. Платформа «ТЮ» — це абсолютно маріупольський феномен. Її просто не могло бути у Донецьку. Діана вважає, що багато хто сказав би на її місці — що заснована нею арт-платформа має бути поза політикою. Але, Діана переконана, що її арт-резиденція поза партією, але має свій політичний статут. Вони мають свою думку, свої цінності, свою місію. І це крутіше, ніж у Верховній Раді. Місією арт-платформи Діана вважає просування прав людини через зрозумілі арт-ініціативи та інклюзивну культуру.
12 червня 2016 року вона, накинувши на плечі райдужний прапор ЛГБТ спільноти з пришитим до нього українським прапором, вийшла до центру Маріуполя, де військовим парадом відзначали другу річницю визволення міста від бойовиків «ДНР». Одиночна акція була проведена на підтримку «Маршу рівності», що проходив у Києві.
Діана також організовує в Маріуполі «немонстрації», яскраві акції, учасники яких виходять на акції з абсурдними гаслами для привернення уваги до гостросоціальних тем.

## Нагороди

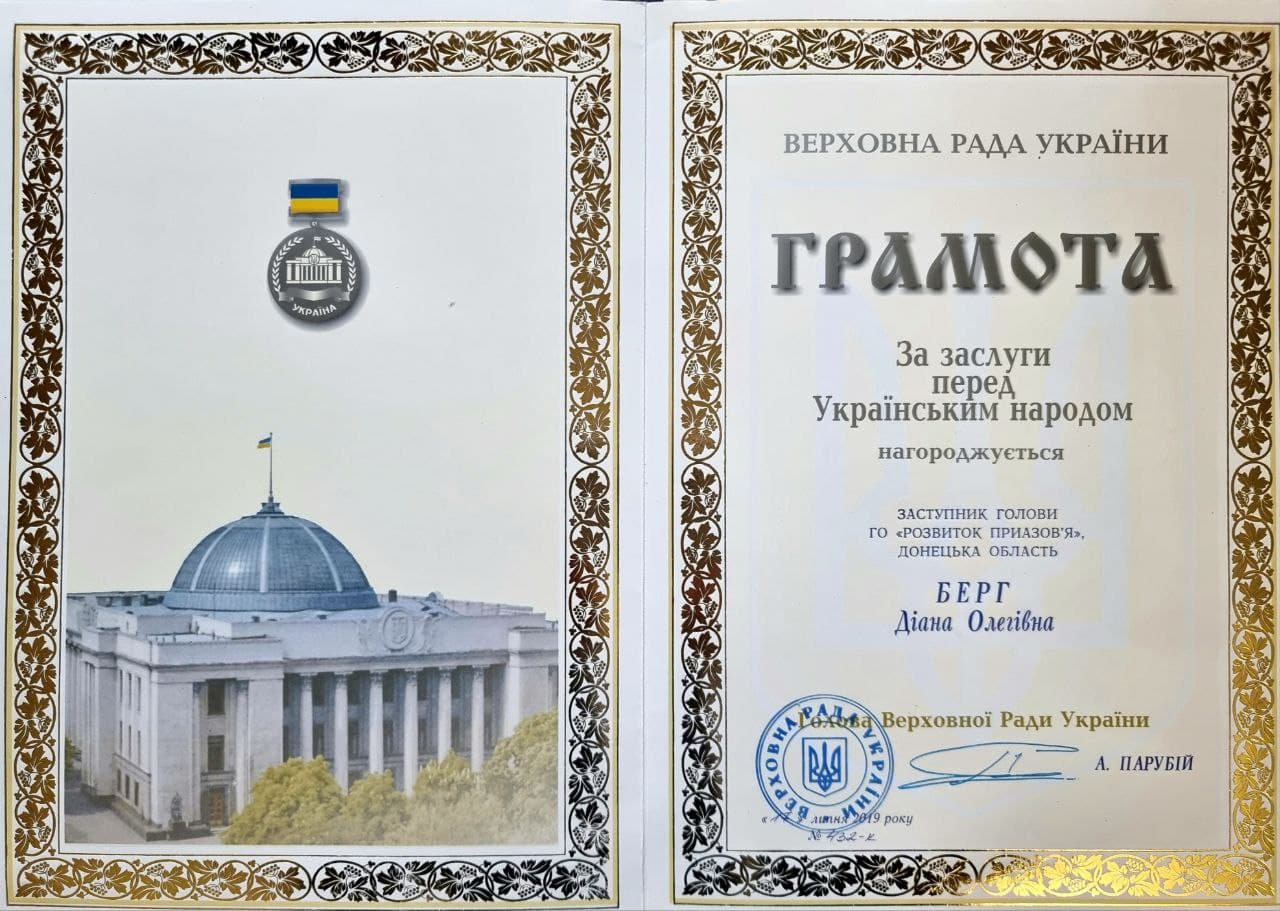
Грамота Верховної Ради України Діані Берг

Нагороджена грамотою Верховної Ради України «За заслуги перед Українським народом» від 17 липня 2019 року № 432к.